# CPLINK
CPLINK 또는 Win32/CplLnk.A는 2010년 6월에 발견되었고 8월 2일에 패치된 마이크로소프트 윈도우 바로가기 아이콘 취약점에서 이름 붙은 것으로서 모든 버전의 윈도우 운영체제에 영향을 미쳤다. 이 취약점은 바로가기 아이콘을 보여주는 어느 윈도우 애플리케이션이든지 악성 바로가기를 포함한 폴더를 브라우즈했을 때 익스플로잇이 가능하다. 이 취약점은 어떠한 사용자 상호작용 없이고 그리고 바로가기가 어디에 위치해 있는지 같은 제약 조건 없이 유발될 수 있다.
2010년 6월 VirusBlokAda는 스턱스넷이라고 불리는 악성코드가 지멘스 사의 스카다 시스템 WinCC와 PCS 7을 염탐하는 루트킷을 설치하기 위해 취약점을 익스플로잇하였다고 보고하였다. and PCS 7. 시만텍에 따르면 산업 시스템을 감시할 뿐만 아니라 재프로그래밍 시키게 설계된 최초의 웜이라고 한다.